# بنز ولو
بنز ولو (به انگلیسی: Benz Velo) خودرویی سوپرمینی موتور عقب-محور عقب بود، که از سال ۱۸۹۴ تا ۱۹۰۱ توسط شرکت بنز آگ و در کشور آلمان تولید شد. بنز ولو دومین خودروی تولید شده توسط شرکت بنز و نخستین خودروی دارای موتور بنزینی در جهان بود. بنز ولو همچنین اولین اتومبیل استانداردسازی شده در جهان نیز بود. کارل بنز این اتومبیل را سبک و محکم ساخت و هدفش آن بود که با قیمتی مناسب، تعداد بیشتری را صاحب کالسکه بدون اسب خود کند.
بنز در سال ۱۸۹۴ تعداد ۶۷ دستگاه و در ۱۸۹۵ شمار ۱۳۴ دستگاه از بنز ولو را بفروش رساند. با این موفقیت بنز در آستانه قرن بیستم جایگاهش را به عنوان یک خودروساز بزرگ تثبیت کرد. شاید اگر این مدل تا این حد موفق نبود، اکنون در بین تولید کنندگان خودرو، نامی از مرسدس بنز دیده نمی‌شد.